# ユゼフ・コワルスキー
ユゼフ・コワルスキ（ポーランド語: Józef Kowalski, 1900年2月2日? - 2013年12月7日）は、ポーランドの軍人、スーパーセンテナリアン。最終階級は陸軍騎兵中尉、退役後の2012年に大尉に特進。
ポーランド・ソヴィエト戦争（1919年2月 - 1921年3月）に従軍した最後の生存者である。
2013年12月7日、113歳と10か月で死去。死去した時点ではGRGやギネス世界記録において男性の世界最高齢に認定されていたのは1902年5月2日生まれのアルトゥロー・リカタであったが、1900年2月生まれのコワルスキーはそれより2年3か月年上であることになる。しかし、確証がないとしてGRGはこの記録を認定していない。仮に1900年生まれならば、19世紀生まれの最後の男性だったことになる。

## 生涯
オーストリア＝ハンガリー帝国領レンベルク自治区（現ウクライナ領リヴィウ州）東端の村ヴィツィニ（現ウクライナ領）出身。ヴァヴジニェツ・コワルスキとヘレナ・コワルスカの子。
ポーランド・ソヴィエト戦争勃発後の1920年、陸軍に入隊。第22軽騎兵（ウーラン）連隊（pl）の所属となり、欧州戦史上最後の大規模な騎兵の戦闘とされるコマルフの戦いに参加
。
戦後退役し農場を経営していたが、第二次世界大戦ではポーランド侵攻（1939年）に参加、その後強制収容所に収容されたが脱走。戦後ルブシュ県スレンチン郡に移り住み、農場を経営した。1993年、自身の体調が悪化すると国に土地を移譲し、1994年12月9日にポーランド西部のトゥルスクにあるケアホームに入居した。
110歳の誕生日には、ポーランドのレフ・カチンスキ大統領からポーランド復興勲章を授与された。2012年2月23日、トマシュ・シェモニャク国防相より大尉への昇進が承認、同年8月16日にはワルシャワの戦いから92周年を記念し、ヴォウォミン市の名誉市民に指名。同時にワルシャワとラズィミンの名誉市民にも指名された。
2013年12月7日に死去。享年113。
12月11日、地元の教会にて葬儀が行われ、共同墓地に埋葬された。

## 栄典
- ポーランド復興オフィツェルスキ十字勲章
- 老練記念章（en）[4]
- 国家スポーツ賞

## 関連人物
- サルスティアーノ・サンチェス - コワルスキーより1歳4ヶ月年下とされるアメリカの男性。
- アルトゥロー・リカタ - コワルスキーより2歳3ヶ月年下とされるイタリアの男性。